# Ольденбург-ин-Хольштайн
Ольденбург-ин-Хольштайн (нем. Oldenburg in Holstein) — город в ФРГ, федеральная земля Шлезвиг-Гольштейн, к северу от Любека, район Восточный Гольштейн. Находится на полуострове Вагрия.

## История
До XII века был известен как Старигард и являлся столицей полабско-славянского племени, известного в немецких источниках как вагры. Данное племя входило в военно-племенной союз ободритов. От средневекового укрепления в современном Ольденбурге осталось обширное городище, являющееся одним из важнейших археологических памятников Шлезвиг-Гольштейна.
У немецкого хрониста Адама Бременского Старигард упомянут как Альдинбург, соперничавший в торговом значении со скандинавским Хедебю.
Гельмольд в своем труде «Славянская хроника» пишет: 

Альденбург — это то же, что на славянском языке Старгард, то есть старый город. Расположенный, как говорят, в земле вагров, в западной части [побережья] Балтийского моря, он является пределом Славии. Этот город, или провинция, был некогда населен храбрейшими мужами, так как, находясь во главе Славии, имел соседями народы данов и саксов, и все войны или сам первым начинал или принимал их на себя со стороны других, их начинавших. Говорят, в нём иногда бывали такие князья, которые простирали своё господство на бодричей, хижан и тех, которые живут ещё дальше— Гельмольд «Славянская хроника»
При императоре Оттоне I была учреждена Альдинбургская епископия во главе с Адальдагом из Гамбурга.